# Lepidopus manis
Lepidopus manis är en fiskart som beskrevs av Richard H. Rosenblatt och Wilson, 1987. Lepidopus manis ingår i släktet Lepidopus och familjen Trichiuridae. Inga underarter finns listade i Catalogue of Life.